# Chữ số Maya

Hệ thống số của người Maya

Chữ số Maya là một hệ thống dùng để biểu diễn số lượng và các ngày trong lịch của người Maya. Hệ thống số của Maya là hệ thống số dựa trên hệ nhị thập phân. Hệ thống chữ số này được ghi lại bằng 3 ký hiệu: số 0  (hình chiếc mai rùa), số 1 (chấm và số 5 (một gạch). Ví dụ, số 13 được biểu diễn là 3 chấm nằm trên hai gạch ngang, thỉnh thoảng số này cũng được viết bằng cách 3 chấm nằm bên trái của hai gạch dọc. Với 3 ký hiệu này, các số thuộc mỗi nhóm hai mươi đều có thể biểu diễn được.
Những con số lớn hơn 19 được viết theo chiều dọc theo các nhóm 20. Những người Maya đã sử dụng các nhóm 20, cũng giống như số Ấn Độ-Ả Rập chúng ta đang dùng hiện nay dùng hệ thập phân. Ví dụ số 33 sẽ được viết như sau: một chấm nằm trên 3 chấm nằm trên hai thanh ngang. Chấm đầu tiên biểu diễn cho "một hai mươi", tức là "1x20", sau đó được thêm 3 chấm và 2 thanh ngang, tổng cộng là 33. Diễn giải theo cách hiện nay là (1x20)+(2x5)+3=33. Khi mà chạm đến 400 là bình phương của 20, một hàng khác được bắt đầu (203 hay 8000, sau đó là 204 hay 160,000 và cứ tương tự như vậy ở cấp độ lớn hơn). Ví dụ, số 429 sẽ được biểu diễn bởi một chấm ở trên một chấm ở trên bốm chấm và ở trên một thanh nằm ngang, tức là (1x202)+(1x202)+(4x1)+(1x5)=429.
Ngoài việc ghi chú bằng các thanh và các chấm, các số Maya được thay thế bởi các hình khắc hay bức tranh hình mặt. Hình khắc hình mặt cho một số đại diện cho một thần có liên quan đến số đó. Những hình khuôn mặt biểu diễn số như thế này rất hiếm khi được sử dụng, và hầu như chỉ có thể thấy trên một vài những bức khắc vĩ đại tỉ mỉ nhất.